# IC 3525
IC 3525 ist eine Spiralgalaxie vom Hubble-Typ Sdm pec? im Sternbild Jungfrau nördlich der Ekliptik. Sie ist schätzungsweise 358 Millionen Lichtjahre von der Milchstraße entfernt.
Das Objekt wurde am 10. Mai 1904 vom Astronomen Royal Harwood Frost entdeckt.